# Topalia
Topalia – rodzaj roztoczy z kohorty mechowców i rodziny Nosybeidae.
Rodzaj ten został opisany w 1963 roku przez Jánosa Balogha i J. Csiszára. Gatunkiem typowym wyznaczono Topalia problematica.
Mechowce te mają bardzo małe szczeciny lamellarne i interlamellarne, a ich szerokie lamelle są zbieżne na większej części prodorsum. Szczeciny notogastralne nie występują, a notogaster pokrywa cerotegument. Szczeciny genitalne występują w liczbie 4 par, aggenitalne 1 pary, analne 2 par, a adanalne 2 par. Odnóża jednopalczaste.
Rodzaj znany z południowej strefy subtropikalnej.
Należy tu 5 opisanych gatunków:
- Topalia baloghi Mahunka, 1983
- Topalia africana Mahunka, 1985
- Topalia clavata Hammer, 1966
- Topalia granulata  Hammer, 1966
- Topalia problematica Balogh et Csiszár, 1963
- Topalia velata Hammer, 1966